# 앤섬 (비디오 게임)
《앤섬》(Anthem)은 바이오웨어가 개발하고 일렉트로닉 아츠가 배급한 온라인 다인용 액션 롤플레잉 비디오 게임이다. 2019년 2월 22일 마이크로소프트 윈도우, 플레이스테이션 4, 엑스박스 원용으로 전 세계에 출시되었다.
이름이 알려지지 않은 행성을 배경으로 하며 플레이어는 강력한 강화복을 입고 도시벽을 넘어오는 위협으로부터 인류를 지키는 영웅적 모험가 프리랜서 역할을 맡게 된다. 이 게임의 타이틀은 세계의 신기한 기술, 현상, 위협 대부분을 책임지는 강력하고 신비한 세력인 앤섬 오브 크리에이션(Anthem of Creation)을 의미한다. 플레이어의 프리랜서는 앤섬의 통제권을 장악하려는 악당 모니터(Monitor)를 막는 임무를 받는다.
앤섬은 비평가들로부터 엇갈린 평가를 받았는데, 그라인드, 기술적인 면, 스토리, 반복적이라고 느끼게 만드는 경험에 대한 기여 면에서 비판을 받은 반면 전투, 비행 컨트롤, 비주얼 면에서는 일부 긍정적인 평가를 받았다. 일부 긍정적인 판매적 성과에도 불구하고 이 게임은 일렉트로닉 아츠의 상업적인 예측을 충족하지는 못했다. 바이오웨어는 2020년 2월 앤섬의 핵심 게임플레이를 게임의 장기간 목표의 일부로서 재편할 것이라고 발표하였다.

## 게임플레이
앤섬은 최대 3명의 다른 플레이어들과 공유하는 인접 오픈 월드의 3인칭 슈팅 게임, 액션 롤플레잉 게임 요소들을 병합한다.

## 개발
게임 개발은 Casey Hudson의 감독 하에 매스 이펙트 3 삼부작 출시 직후인 2012년 시작되었다. 바이오웨어의 프로젝트의 내부 코드명은 Dylan이었으며 이는 밥 딜런이 수년 뒤에 관해 언급된 이름을 염두에 둔 것이다. 2017년 잠정적으로 정해진 제목은 비욘드(Beyond)였다.

## 평가
앤섬은 리뷰 애그리게이터 메타크리틱에 따르면 엇갈린 평가를 받았다.